# (14342) Iglika
(14342) Iglika est un astéroïde de la ceinture principale.

## Description
(14342) Iglika est un astéroïde de la ceinture principale. Il fut découvert le 23 septembre 1984 à Smolyan par Violeta G. Ivanova et Vladimir Georgiev Škodrov. Il présente une orbite caractérisée par un demi-grand axe de 2,73 UA, une excentricité de 0,31 et une inclinaison de 9,7° par rapport à l'écliptique.

## Compléments